# Erich Kunzel
Erich Kunzel Jr. (Nova Iorque, 21 de março de 1935 – Bar Harbor, 1 de Setembro de 2009) foi um maestro norte-americano.

## Biografia
Foi timpanista e arranjador no seu colégio, em Greenwich (Connecticut), recebeu a sua primeira graduação musical pela Faculdade de Dartmouth. Kunzel também estudou em Harvard e na Universidade Brown.
De 1960 a 1965 ele conduziu a Filarmônica Rhode Island. De 1965 a 1977 foi o maestro associado da Orquestra Sinfônica de Cincinnati.
Suas gravações de música clássica popular sobre o rótulo Telarc tem sido feitos, na sua grande maioria, como diretor da Orquestra pops de Cincinnati desde 1977. Durante esse período ele foi lider de oito concertos populares. Ele também fez gravações inovadoras de jazz. Kunzel também conduz a Orquestra Sinfônica Nacional em concertos televisionados.
Quando o conselho da Orquestra Sinfônica de Cincinnati criou a Orquestra Pops de Cincinnati em 1977 ele foi nomeado o diretor musical. Desde então ele tem sido o "pai" da orquestra. Ele fez um feito histórico e inédito com sua orquestra, a se tornar o primeiro estadunidense a se apresentar com uma orquestra na China, em outubro de 2005. Em 2006 foi premiado com a Medalha Nacional de Artes. Em junho de 2008 ele conduziu a Orquestra Sinfônica de Toronto.